# 4923 Кларк
4923 Кларк (4923 Clarke) — астероїд головного поясу, відкритий 2 березня 1981 року.
Тіссеранів параметр щодо Юпітера — 3,675.